# Các hòn đảo nằm gần Nam Cực của New Zealand
Các hòn đảo nằm gần Nam Cực của New Zealand bao gồm 5 nhóm đảo và quần đảo của New Zealand. Các địa danh này được chỉ định chung là 1 Di sản thế giới. Hầu hết các hòn đảo nằm gần rìa phía đông nam của lục địa ngầm dưới đáy biển của tiểu New Zealand được gọi là Zealandia, được chia tách ra khỏi Úc từ khoảng 60-85 triệu năm trước và chia tách khỏi Nam Cực từ giữa 85-130 triệu năm trước.
Đến năm 1995, các nhân viên nghiên cứu khoa học đã được đóng trại vĩnh viễn tại 1 trạm khí tượng trên đảo Campbell. Kể từ đó, những hòn đảo đã trở lên có bóng dáng của con người tới viếng thăm, mặc dù họ chỉ được tới định kỳ để thăm các nhà nghiên cứu và số ít khách du lịch. Các hòn đảo bao gồm:
- Quần đảo Antipodes: đảo chính là đảo Antipodes, ngoài ra là các đảo Bollons, đảo Archway, quần đảo Windward, đảo Orde Lees, đảo Leeward, và đảo Nam cùng các đảo đá nhỏ. Điểm cao nhất trên đảo là đỉnh Galloway cao 366 mét.
- Quần đảo Auckland: bao gồm các đảo Auckland, Adams, Disappointment, Enderby, Ewing, Dundas, Green và đảo Rose cùng các đảo đá nhỏ.
- Quần đảo Bounty: hai nhóm nhỏ các đảo là nhóm đảo phía Tây và nhóm đảo phía Đông, cùng các đảo đá nhỏ.
- Nhóm đảo Campbell: Đảo Campbell là đảo chính, cùng các đảo đá và các đảo nhỏ xung quanh đảo Campbell, bao gồm cả điểm cực nam của New Zealand, đảo Jacquemart.
- Quần đảo Snares: đảo Đông Bắc, đảo Trung, đảo Broughton, các đảo Western Chain, Tahi, Rua, Toru, Wha, và Rima, cùng với đảo đá nhỏ.

Các nhóm đảo này cùng với đảo Macquarie của Úc nằm về phía tây đều có chung một số tính năng và đặc điểm hệ sinh thái, địa chất.
New Zealand cũng có yêu sách về lãnh thổ tại châu Nam Cực theo Hệ thống Hiệp ước Vùng Nam Cực. Một số hòn đảo gần châu Nam Cực, bao gồm:
- Đảo Ross và phần còn lại của quần đảo Ross.
- Quần đảo Balleny: Đảo Young, đảo Buckle, và đảo Sturge, cộng với một số đảo nhỏ hơn.
- Đảo Roosevelt
- Đảo Scott và Haggits Pillar

Trong số này, đảo Ross là nơi sinh sống của các cán bộ khoa học của một số trạm nghiên cứu, đặc biệt là tại eo biển McMurdo và Scott Base.

## Hình ảnh

Quần đảo Antipodes
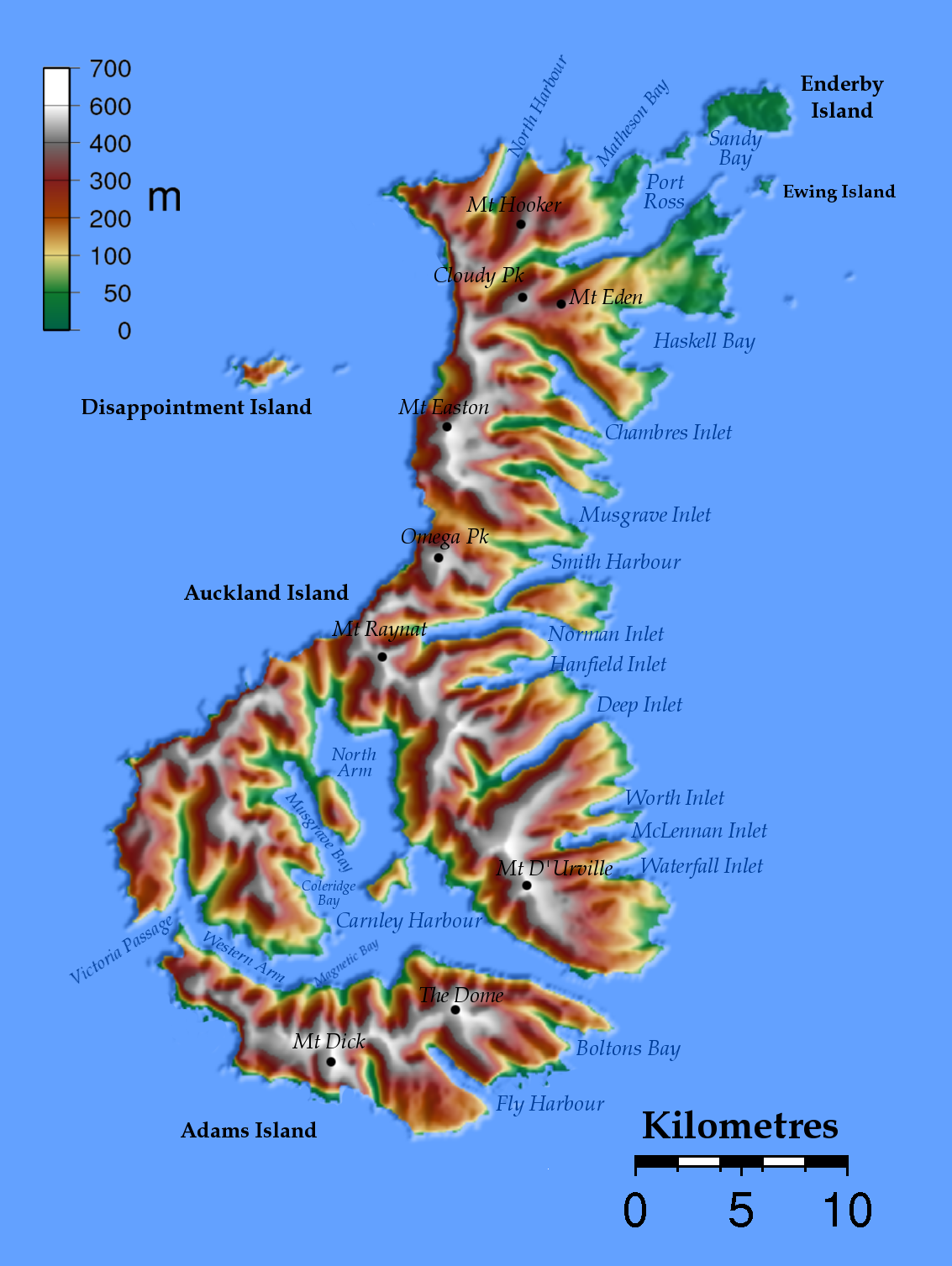
Quần đảo Auckland
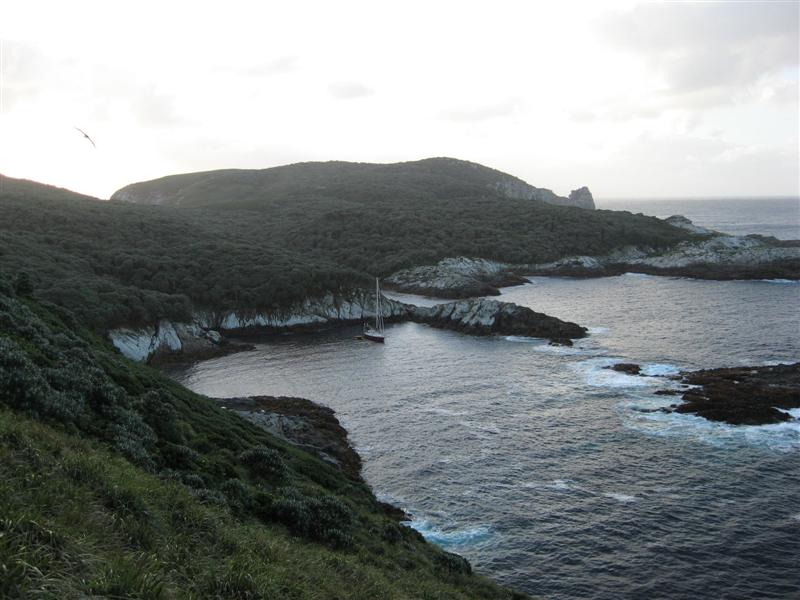
Quần đảo Snares
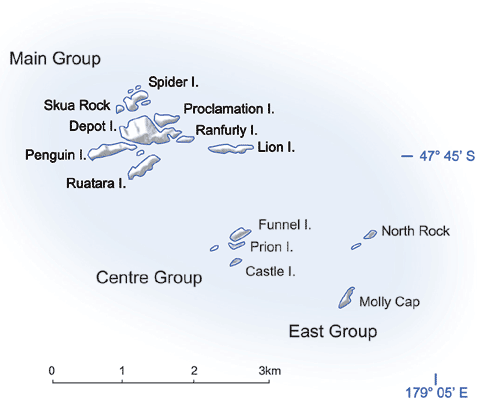
Quần đảo Bounty
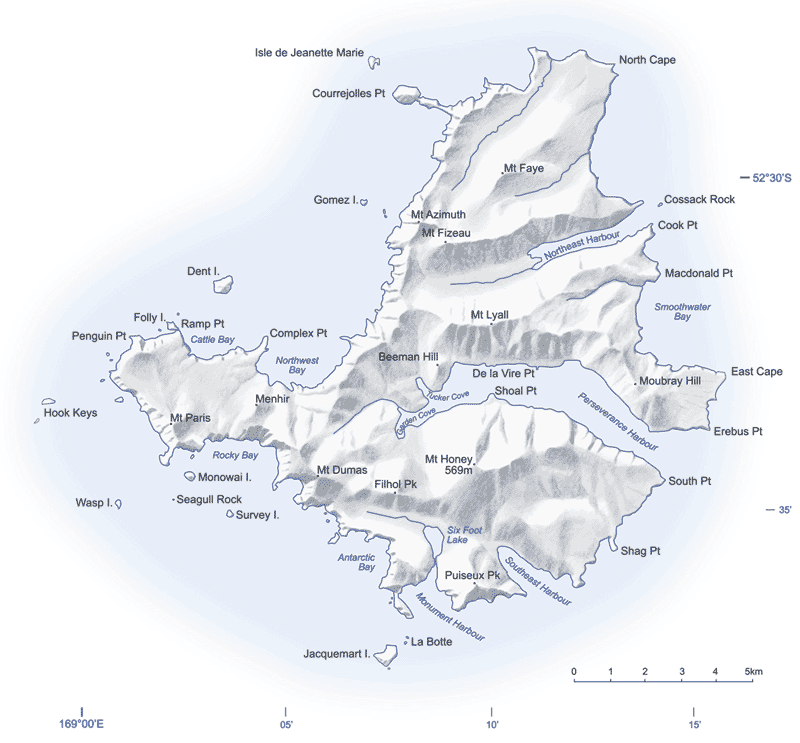
Nhóm đảo Campbell